# ترخيص ويب

أيقونة عامة لتغذية وب أو « الفيد »

ترخيص الويب (بالإنجليزية: Web syndication)‏ هي نوع من ترخيص البث يحيث توفر مواد موقع على الإنترنت لمواقع متعددة أخرى. يتم ذلك بترخيص المحتوى حتى يمكن للآخرين استخدامه. بدأ المصطلح مؤخرا في الإشارة إلى بث الوب، الذي يوفر المحتوى من موقع ما حتى يمكن للآخرين إعادة عرض ما يستجد فيه (مثال على ذلك أحدث الرسائل في منتدى). بدأ البث في مواقع الأخبار والمدوّنات، إلا أنه سرعان ما انتشر في نقابة أي نوع من المعلومات.
يمكن للترخيص أن تكون في صيغة HMTL أو جافا سكريبت، إلا أن السائد هو استخدام XML. أدت نقاشات كثيرة عن الصيغة الأفضل إلى نشوء آر إس إس، والتي منها اليوم إصدارات عدة، ثم أثمرت محاولات أحدث عن صيغة وبروتوكول أتوم الجديد لترخيص الوب.